# Melasina vorticosa
Melasina vorticosa är en fjärilsart som beskrevs av Edward Meyrick 1930. Melasina vorticosa ingår i släktet Melasina och familjen säckspinnare. Inga underarter finns listade i Catalogue of Life.